# Stylogaster costaricae
Stylogaster costaricae är en tvåvingeart som beskrevs av Camras och Parrillo 1985. Stylogaster costaricae ingår i släktet Stylogaster och familjen stekelflugor.
Artens utbredningsområde är Costa Rica. Inga underarter finns listade i Catalogue of Life.